# Mark Carlisle
Mark Carlisle (ur. 7 lipca 1929 w Montevideo, zm. 14 lipca 2005 w Cheadle w hrabstwie Cheshire), brytyjski polityk, członek Partii Konserwatywnej, minister w pierwszym rządzie Margaret Thatcher.
Wykształcenie odebrał w Radley College w Abingdon oraz na uniwersytecie w Manchesterze, gdzie ukończył studia prawnicze. W 1953 r. rozpoczął praktykę adwokacką w korporacji Gray's Inn. W 1971 r. został Radcą Królowej.
W 1964 r. został wybrany do Izby Gmin jako reprezentant okręgu Runcorn. Po dojściu konserwatystów do władzy w 1970 r. został podsekretarzem stanu w Home Office. W latach 1972–1974 był ministrem stanu w Home Office. W 1978 r. został ministrem edukacji i nauki w gabinecie cieni Margaret Thatcher, a po zwycięstwie Partii Konserwatywnej w 1979 r. objął resort ministra edukacji i nauki.
Margaret Thatcher napisała w swoich pamiętnikach, że Carlisle nie był szczególnie efektywnym ministrem i w związku z tym został zdymisjonowany we wrześniu 1981 r. W Izbie Gmin zasiadał do 1987 r., od 1983 r. reprezentując okręg wyborczy Warrington South. Po rezygnacji z miejsca w izbie niższej został kreowany parem dożywotnim jako baron Carlisle of Bucklow i zasiadł w Izbie Lordów. Zmarł w 2005 r.
Był żonaty z Sandrą Des Voyeux, miał z nią córkę Lucy.